# Ommadawn
Ommadawn es el tercer álbum de estudio del músico, multiinstrumentista y compositor inglés Mike Oldfield, lanzado el 28 de octubre de 1975 por Virgin Records.
Ommadawn alcanzó el puesto número 4 en la lista de álbumes del Reino Unido y el número 146 en el Billboard 200 de EE. UU. La canción que concluye "Ommadawn (Part Two)", titulada "On Horseback", fue lanzada como sencillo en noviembre de 1975 con la de Oldfield de la canción "In Dulci Jubilo". El álbum alcanzó la certificación de oro de la British Phonographic Industry en dos meses, significando 100.000 copias vendidas. En 2010, Mercury Records publicó una edición remasterizada que contiene nuevas mezclas en sonido estéreo y sonido surround 5.1 creadas por Oldfield, además de material adicional. Oldfield había querido hacer de Amarok (1990) una secuela de Ommadawn, pero la idea no se hizo realidad hasta que lanzó Return to Ommadawn (2017).

## Trasfondo y grabación
A finales de 1974, Oldfield se había lanzado a la fama mundial debido al inesperado éxito comercial y de crítica de su álbum de estudio debut, Tubular Bells (1973). Lo siguió con Hergest Ridge (1974), que generó una reacción crítica más negativa en comparación, lo que lo decepcionó pero lo llevó a un período creativo, ya que prometió entregar su siguiente álbum como algo que fuera "valioso y exitoso", demostrando que no era una one-hit wonder con el éxito de Tubular Bells. Cuando Oldfield comenzó a trabajar en nueva música para Ommadawn, quiso evitar los estudios profesionales y convenció a su sello, Virgin Records, de instalar un estudio de 24 pistas en The Beacon, su casa en Kington, Herefordshire. Oldfield grabó Ommadawn en The Beacon entre enero y septiembre de 1975; los tambores africanos se grabaron en The Manor en Shipton-on-Cherwell, Oxfordshire, donde Oldfield había grabado Tubular Bells y Hergest Ridge. Se eligió The Manor porque no había espacio suficiente en The Beacon para acomodar los instrumentos y el equipo. A Oldfield se le atribuye el mérito de ser el único productor e ingeniero del álbum. 
Poco después de que Oldfield comenzara a grabar, su madre murió. Más tarde recordó que trabajar en su nueva música le proporcionó la única fuente de consuelo en ese momento. Enfrentó más problemas varios meses después de que casi había terminado de grabar la primera cara, cuando la cinta de grabación comenzó a desprenderse de su capa de óxido, causando daños irreparables. Virgin entregó una máquina para que se pudieran hacer copias de la cinta maestra y Oldfield pudiera seguir trabajando, pero el mismo problema ocurrió con la nueva cinta. Esto no le dejó más remedio a Oldfield que empezar de nuevo con una nueva marca de cinta. Creía que las muchas sobregrabaciones que había puesto en la pista la habían desgastado. Oldfield se sintió deprimido por empezar de nuevo al principio, pero luego notó que "algo hizo clic dentro de el" y se dio cuenta de que sus tomas anteriores se habían convertido en una buena práctica para las finales. "Todas las piezas musicales encajaron en su lugar y los resultados sonaron maravillosos". La versión original de la cara uno fue lanzada en el remaster de 2010 como "Ommadawn (Lost Version)". Extractos de la versión eliminada se utilizaron previamente en la entrevista de Oldfield en la serie documental de Tony Palmer All You Need is Love y la película de 1977 Reflection.
La fotografía de portada fue tomada por David Bailey. El título del álbum surgió al final de su producción. Oldfield vio una colección de palabras que el músico irlandés Clodagh Simonds había inventado, una de ellas siendo ommadawn, y decidió usarla. Oldfield negó una afirmación de que el título proviene de la palabra gaélica amadan u omadhaun, que significa "tonto".

## Música
Al igual que con los dos primeros álbumes de Oldfield, Ommadawn es una composición única del mismo título dividida en dos partes (Part One y Part Two), cada una designada a una sola cara del LP. "Ommadawn (Part One)" tiene una duración de 19:23 y "Ommadawn (Part Two)" tiene una duración de 17:17. Esta última termina con una canción titulada "On Horseback", escrita por Oldfield y con letra de Oldfield y William Murray, y si bien estaba grabada en vinilo por separado de "Ommadawn (Part Two)", solo se la conocía como "la canción del caballo" en las notas internas, únicamente acreditada- por su nombre en el sencillo y en las copias remasterizadas del álbum lanzado a partir de la década de 2010 en adelante. La canción se relaciona con el tiempo de Oldfield, Murray y Leslie Penning montando ponis alrededor de Hergest Ridge.
La mayoría de los instrumentos que Oldfield tocó en el álbum se muestran en una fotografía incluida en su recopilación Boxed (1976).

## Título y letra del álbum
En su autobiografía, Changeling, Oldfield afirma que solo quería "sonidos", no letras "sensatas". Le pidió a Clodagh Simonds, un músico irlandés con el que estaba trabajando, que se le ocurriera algo en irlandés. Escribió las primeras palabras que le vinieron a la cabeza:
"Daddy's in bed, The cat's drinking milk, I'm an idiot, And I'm laughing."  ("Papá está en la cama, el gato está bebiendo leche, soy un idiota, y me río.")
Oldfield afirma que Simonds había telefoneado a un familiar o amigo para traducir estas palabras al irlandés para la canción. Las letras finales incluidas con el álbum son:
Ab yul ann idyad awt
En yab na log a toc na awd
Taw may on omma dawn ekyowl
Omma dawn ekyowl
Estas letras están escritas en un sistema de traducción basado en inglés, pero las cuatro líneas son fácilmente reconocibles como una traducción irlandesa de las palabras en inglés, aunque las dos primeras líneas han pasado por un proceso de codificación parcial: las combinaciones de vocal + semivocal se mantienen intactas, pero por lo demás, las líneas se escriben al revés (por ejemplo, idyad awt corresponde a taw daydi) y se han cambiado algunos espacios de palabras. En la ortografía irlandesa estándar, la letra es (con traducción al inglés, ya que la traducción no coincide exactamente con el original):
| Tá daidí 'na leabaTá an cat ag ól an bainneTá mé an amadán ag ceolAmadán ag ceol | Daddy's in his bed The cat's drinking the milk I'm the idiot singing (or the singing idiot) Idiot singing (or singing idiot) |

La palabra idiota (amadán en irlandés) se transformó en Ommadawn y se usó como título del álbum. Antes de su autobiografía, Oldfield había negado este significado de ommadawn, llamándolo una palabra sin sentido, aparentemente como una artimaña para realzar el misterio de su música.

## Lista de temas
1. "Ommadawn (Part One)" (Mike Oldfield) – 19:23
2. "Ommadawn (Part Two)" (Mike Oldfield) – 13:54
3. "On Horseback" (Actualmente incluida en la parte 2) (Mike Oldfield/William Murray) – 3:23

## Músicos
- Mike Oldfield – Bajo acústico, guitarra acústica, banjo, bouzouki, bodhrán, guitarra Española, bajo eléctrico, guitarras eléctricas, órganos electrónicos, glockenspiel, arpa, mandolina, percusión, piano, spinet, sintetizadores, guitarra de doce cuerdas y voz.
- Don Blakeson – Trompeta
- Herbie – Gaitas.
- La Banda de la Ciudad de Hereford – Sección de viento. Dirigida por Leslie Penning
- Jabula – Baterías africanas.
- Pierre Moerlen – Timbales.
- Paddy Moloney – Gaitas.
- William Murray – Percusión.
- Sally Oldfield – Voz.
- Terry Oldfield – Flauta de Pan.
- Leslie Penning – Flauta dulce.
- "The Penrhos Kids" (Abigail, Briony, Ivan y Jason Griffiths) – Voces en "On Horseback".
- Clodagh Simmonds – Voz.
- Bridget St John – Voz.
- David Strange – Chelo.